# Nerja

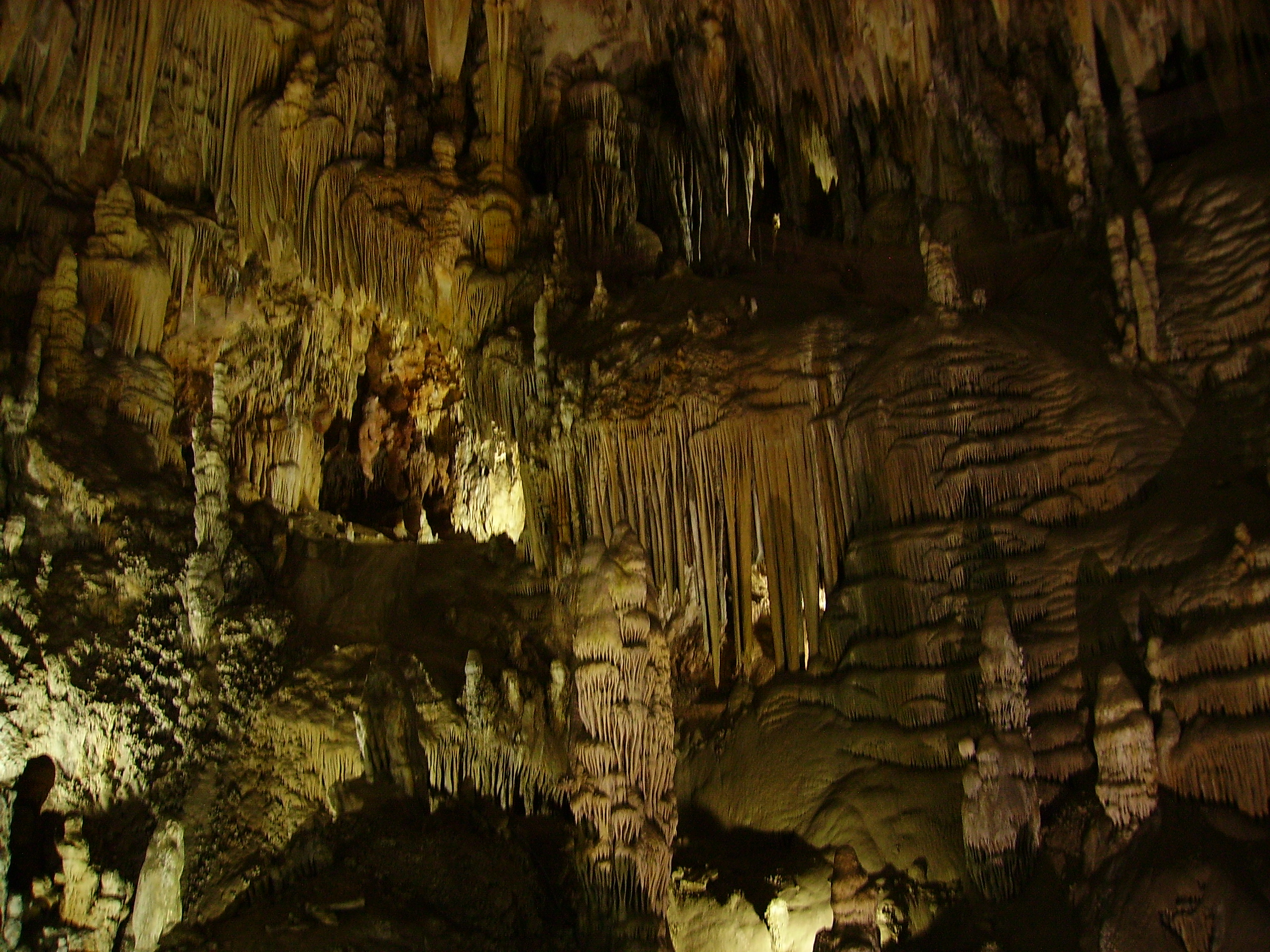
Cueva de Nerja.

Nerja (spanskt uttal: [ˈneɾxa], från arabiskans al-narixa النریخا) är en stad och kommun i provinsen Málaga i den autonoma regionen Andalusien i södra Spanien. Staden ligger vid Medelhavet, cirka 48,5 kilometer öster om Málaga. Kommunen har 22 187 invånare (2024), på en yta av 85,12 km².
Den ligger i östra delen av kuststräckan Costa del Sol och har blivit en populär turistort. Nerja är känt för bland annat sina grottor, inklusive turistattraktionen Cueva de Nerja, som är mycket välbesökt, och utsiktsplatsen Balcón de Europa ("Europabalkongen"). Det är omkring 95 kilometer till staden Granada (med Alhambra) och ytterligare cirka 30 kilometer därifrån upp till skidorten Sierra Nevada (Pradollano).
Utefter Nerjas kust finns flera fina badstränder, såsom Burriana. Stranden ger möjlighet för många olika vattensporter, även dykning. Bergskedjan Sierra de Almijara ger vandrare stora möjligheter till mer eller mindre avancerade utflykter.
Nerja har en lång historia vilket bevisas av grottmålningar som man upptäckte 1959 i "Nerjas grotta" (Cueva de Nerja). Dessa kan vara de äldsta hällristningarna i mänsklighetens historia, 42 000 år gamla.
Nerja har ett milt klimat året om. Klimatet kan liknas vid södra Kalifornien, vilket gör att det odlas subtropiska frukter som avokado och mango.

## Utflyktsmål
- Nerjas grotta, Cueva de Nerja
- Europabalkongen, Balcón de Europa
- Aguilas akvedukt, El Puente de Águla
- Burrianastranden, Playa Burriana